# Zacisze (województwo mazowieckie)
Zacisze – osada w Polsce położona w województwie mazowieckim, w powiecie siedleckim, w gminie Korczew.
W latach 1975–1998 miejscowość należała administracyjnie do województwa siedleckiego.
Urodził się tu Czesław Czaplicki – polski żołnierz niepodległościowego podziemia, działacz organizacji kombatanckich, ekonomista i polityk.